# Ultra Machine
La Ultra Machine es un juguete de bateo fabricado por Nintendo y diseñado por Gunpei Yokoi en 1967.

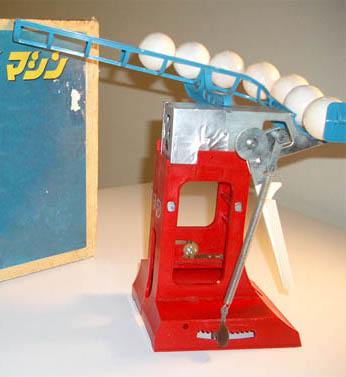
La Ultra Machine y su embalaje

## Historia
Es parte de la serie de juguetes Ultra de Nintendo, que incluye Ultra Hand y Ultra Scope. Lanza pelotas blandas que se golpean con un bate. Vendió más de un millón de unidades. Fue lanzado en otros lugares como Slugger Mate.
Otra versión conocida como Ultra Machine Deluxe fue lanzada en 1977.

## Juegos

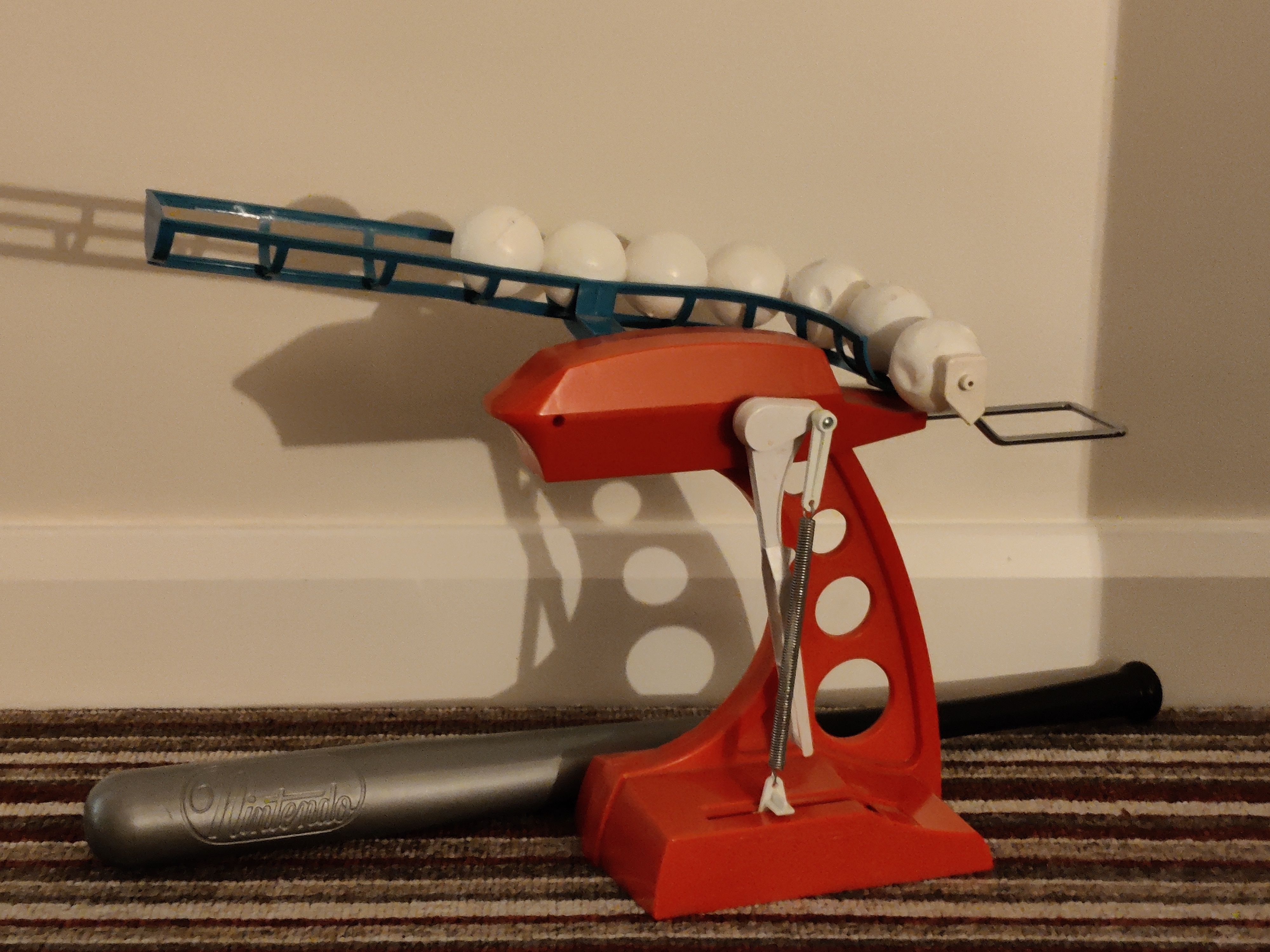
La Ultra Machine DX más nueva con bate de béisbol

¡La Ultra Machine aparece tanto en WarioWare, Inc.: Mega Microgame$! para Game Boy Advance y WarioWare: Smooth Moves para Wii, como una pelea de jefes en el primero y un microjuego normal en el segundo. Aparece en algunos juegos de Mario Party como Mario Party 5. También aparece como un mueble en Animal Crossing: New Leaf para 3DS. La Ultra Machine también hace una aparición importante en el juego de 3DS Rusty's Real Deal Baseball. El juego presenta personajes con cabezas en forma de Ultra Machine y, en algunos casos, Ultra Machines. En Splatoon 2 para Nintendo Switch, el arma especial Bomb Launcher también se parece a la Ultra Machine.